# Mugilicola bulbosa
Mugilicola bulbosa is een eenoogkreeftjessoort uit de familie van de Ergasilidae. De wetenschappelijke naam van de soort is voor het eerst geldig gepubliceerd in 1960 door Tripathi.